# Cerro Solanas
Cerro Solanas är en bergstopp i Spanien.   Den ligger i provinsen Província de Barcelona och regionen Katalonien, i den östra delen av landet, 400 km öster om huvudstaden Madrid. Toppen på Cerro Solanas är 910 meter över havet, eller 66 meter över den omgivande terrängen. Bredden vid basen är 1,9 km.
Terrängen runt Cerro Solanas är huvudsakligen lite kuperad. Runt Cerro Solanas är det ganska glesbefolkat, med 32 invånare per kvadratkilometer. Närmaste större samhälle är Igualada, 19,0 km nordost om Cerro Solanas. 